# Центелла
Центелла (лат. Centella) — род травянистых цветковых растений семейства Зонтичные (Apiaceae); ранее этот род иногда включали в семейства Аралиевые (Araliaceae) или Щитолистниковые (Hydrocotylaceae). Наиболее известный вид — Центелла азиатская (Centella asiatica), пищевое и лекарственное растение.

## Ботаническое описание
Многолетние ползучие травы.
Листья яйцевидные или сердцевидной формы, размером от 2 до 10 см, с тупыми верхушками, голые или слегка опушенные.
Цветки с белыми, зеленовато-белыми или с розоватыми венчикам; объединены в соцветия — простые зонтики — на длинных ножках.

## Таксономия
Род был описан Карлом Линнеем во втором издании работы Species plantarum в 1763 году.

## Виды
По информации базы данных The Plant List (2013), род включает 53 вида:
- Centella abbreviata (A.Rich.) Nannf.
- Centella affinis (Eckl. & Zeyh.) Adamson
- Centella annua M.Schub. & B.-E.van Wyk
- Centella asiatica (L.) Urb. — Центелла азиатская
- Centella brachycarpa M.Schub. & B.-E.van Wyk
- Centella caespitosa Adamson
- Centella calcaria M.Schub. & B.-E.van Wyk
- Centella callioda (Cham. & Schltdl.) Drude
- Centella capensis (L.) Domin
- Centella cochlearia (Domin) Adamson
- Centella comptonii Adamson
- Centella cordifolia (Hook.f.) Nannf.
- Centella coriacea Nannf.
- Centella cryptocarpa M.T.R.Schub. & B.-E.van Wyk
- Centella debilis (Eckl. & Zeyh.) Drude
- Centella dentata Adamson
- Centella didymocarpa Adamson
- Centella difformis (Eckl. & Zeyh.) Adamson
- Centella dolichocarpa M.Schub. & B.-E.van Wyk
- Centella erecta (L.f.) Fernald
- Centella eriantha (A.Rich.) Drude
- Centella flexuosa (Eckl. & Zeyh.) Drude
- Centella fourcadei Adamson
- Centella fusca (Eckl. & Zeyh.) Adamson
- Centella glabrata L.
- Centella glauca M.Schub. & B.-E.van Wyk
- Centella graminifolia Adamson
- Centella gymnocarpa M.T.R.Schub. & B.-E.van Wyk
- Centella laevis Adamson
- Centella lanata Compton
- Centella lasiophylla Adamson
- Centella linifolia (L.f.) Drude
- Centella longifolia (Adamson) M.T.R.Schub. & B.-E.van Wyk
- Centella macrocarpa (A.Rich.) Adamson — Центелла крупноплодная
- Centella macrodus (Spreng.) B.L.Burtt
- Centella montana (Cham. & Schltdl.) Domin — Центелла горная
- Centella obtriangularis Cannon
- Centella pilosa M.Schub. & B.-E.van Wyk
- Centella pottebergensis Adamson
- Centella recticarpa Adamson
- Centella restioides Adamson
- Centella rupestris (Eckl. & Zeyh.) Adamson
- Centella scabra Adamson
- Centella sessilis Adamson
- Centella stenophylla Adamson
- Centella stipitata Adamson
- Centella ternata M.Schub. & B.-E.van Wyk
- Centella thesioides M.Schub. & B.-E.van Wyk
- Centella tridentata (L.f.) Drude ex Domin
- Centella triloba (Thunb.) Drude
- Centella umbellata M.Schub. & B.-E.van Wyk — Центелла зонтичная
- Centella villosa L. typus
- Centella virgata (L.f.) Drude